# تشارلز جوميز
تشارلز جوميز (بالإنجليزية: Charles Gomez)‏ هو محام بالقضاء العالي وسياسي بريطاني، ولد في 23 أبريل 1959 في جبل طارق في المملكة المتحدة. حزبياً، نشط في New Gibraltar Democracy ‏.